# Maadid
Maadid,  ou Maâdid, est une commune de la wilaya de M'Sila, en Algérie. Selon le recensement de 1998, sa population serait de 22 274 habitants.

## Administration

### Gestion locale
Fin 2019, le maire de la commune est placé en détention provisoire sur la base d'accusations d'« abus de pouvoir et dilapidation de deniers publics ».